# Shiga Kōgen
Shiga Kōgen (志賀高原?) eller Shiga-högländerna, ligger i Japan och är en skid- och vandringsort, belägen i Jōshin'etsu-kōgen nationalpark i högländerna vid Yamanouchi, Nagano. 1980 utsågs ett område på 13 000 hektar av Unesco till biosfärområde.

### Fotnoter
1. ↑  ”Biosphere Reserve Information - Shiga Highland”. UNESCO. http://www.unesco.org/mabdb/br/brdir/directory/biores.asp?code=JPN+03&mode=all. Läst 29 april 2011.